# Alata
Alata je naselje in občina v francoskem departmaju Corse-du-Sud regije - otoka Korzika. Leta 2008 je naselje imelo 3.062 prebivalcev.

## Geografija
Kraj leži na zahodni strani otoka Korzike 7 km severno od središča Ajaccia.

## Uprava
Občina Alata skupaj s sosednjimi občinami Afa, Appietto, Bastelicaccia in Villanova ter delom Ajaccia sestavlja kanton Ajaccio-7; slednji se nahaja v okrožju Ajaccio.

## Zanimivosti
- dvorec Château de la Punta;